# إنديرا باجراموفيتش
إنديرا باجراموفيتش ناشطة واقتصادية من شعب الرّوما تعمل على تحسين حالة نساء الرّوما في البوسنة والهرسك منذ أكثر من 20 عامًا. وهي مديرة جمعية «مستقبل أفضل» لنساء الرّوما (الاسم المحلي "Bolja budućnost") في توزلا.
عملت باجراموفيتش على تقديم المساعدة والإغاثة لقرى الرّوما الريفية، كما دعت إلى تمتع شعب الرّوما بفرص متكافئة في البوسنة والهرسك. على وجه التحديد، ركزت باجراموفيتش على زيادة الوعي حول الصعوبات التي تواجهها نساء الرّوما العاطلات عن العمل وضحايا العنف الأسري وسوء المعاملة.

## نشاطها
تركز جمعية باجراموفيتش على توفير المواد الغذائية ومنتجات النظافة وكذلك اللوازم المدرسية للأطفال الصغار في مجتمعات الرّوما. بالإضافة إلى ذلك، تعمل الجمعية على تقديم فحوصات طبية خاصة للنساء الفقيرات، وتحديداً للكشف عن سرطان الثدي.